# Daszmir Ełezi
Daszmir Ełezi (mac. Дашмир Елези; ur. 21 listopada 2004 w Tetowie) – północnomacedoński piłkarz grający na pozycji lewego lub prawego skrzydłowego w północnomacedońskim klubie Shkëndija Tetowo. Młodzieżowy reprezentant Macedonii Północnej.

## Kariera
Urodził się w Tetowie i jest wychowankiem lokalnej Shkëndiji. W pierwszym składzie zadebiutował 22 listopada 2020, wychodząc w pierwszym składzie na domowy, zremisowany 1:1 mecz 12. kolejki Prwej ligi z KF Shkupi. W tym meczu strzelił również swojego pierwszego gola, stając się tym samym najmłodszym debiutancem oraz najmłodszym strzelcem w historii ligi macedońskiej, dokonując tego w wieku 16 lat i 1 dnia.

## Sukcesy

### Klubowe
Shkëndija Tetowo
- Mistrzostwo Macedonii Północnej: 2020/2021